# Бонавери, Глория
Глория Бонавери (итал. Gloria Bonaveri; род. 20 апреля 1961) — итальянская певица родом из Болоньи.
В 1980 году начала выступать как профессиональная певица, в 1981 становится сольной вокалисткой оркестра Болоньи. С 1984 года начинает активно давать вечерние выступления в Болоньи и провинции. В 1986году  участвует в фестивале «Festivalbar» дуэтом «Dave e Gloria» вместе с Davide Budriesi с песней «Love was new».
В начале 1990-х годов принимает участие в 3 телепередачах Karaoke di Fiorello и в каждой становится победителем.
В 1994 году исполняет кавер на песню «Dune Mosse» артиста Дзуккеро, и получает первое место в категории «Кавер» на Sanremo Giovani.
В 1995 году участвует в Фестивале в Сан-Ремо в категории «Новые Голоса» (итал. Nuove Proposte) с песней «Le voci di dentro» (G. Nuti, C. Valli и P. Recalcati), получив Премию критиков (итал. Premio della Critica).
В мае 1996 года выпускает свой первый альбом («Gloria», лейбл MCA), спродюсированный маэстро Чельсо Валли. В 1996 году была награждена «Премией Мии Мартини» (итал. Premio Mia Martini).
С 1999 года преподаёт в певческой школе MusicArti в Болонье. Является преподавателем по вокалу певца Максимилиано Модести, в 2019 году выпустившего свой первый сингл.

## Дискография

### Альбом
- 1996 — Глория

### Синглы
- 1994 — Dune mosse
- 1995 — Le voci di dentro
- 2012 — Vivere a metà
- I gabbiani di Marshall
- La gioia e il dolore